# Franciszek Popiołek
Franciszek Popiołek (ur. 1 kwietnia 1868 w Czułowie, zm. 23 października 1960 w Krakowie) – polski nauczyciel i historyk związany ze Śląskiem Cieszyńskim.

## Życiorys
Urodził się w Czułowie k. Krakowa. Był synem Józefa, bezrolnego chłopa, i Łucji z Matyldów. Uczył się w jednoklasowej szkole w rodzinnej wsi. Od 1881 roku pobierał naukę w Krakowie w Gimnazjum im. św. Anny, od III klasy w Gimnazjum im. Sobieskiego, które ukończył w 1889 roku, zdając maturę z odznaczeniem. Następnie studiował teologię na Uniwersytecie Jagiellońskim. W 1891 roku przeniósł się na wydział filozoficzny, wybierając geografię i historię. Ukończył tam studia historyczne i geograficzne.
Uzyskawszy absolutorium, w semestrze letnim roku szkolnego 1894/1895 odbył praktykę pedagogiczną w Gimnazjum św. Anny. Później pracował w Jaśle, a po roku we wrześniu 1896 został przeniesiony do C. K. Gimnazjum w Sanoku gdzie uczył języka polskiego, historii i geografii. Od 1899 roku pracował jako nauczyciel historii i geografii w Gimnazjum Macierzy Szkolnej w Cieszynie, od 1919 roku do przejścia na emeryturę w 1932 roku był jego dyrektorem.
Działał społecznie w Macierzy Szkolnej dla Księstwa Cieszyńskiego i w Polskim Towarzystwie Pedagogicznym na Śląsku, a przez dwa lata redagował również „Miesięcznik Pedagogiczny”. Był autorem licznych artykułów, memoriałów i innych opracowań dotyczących polskiego szkolnictwa na austriackim Śląsku. Przeprowadził inwentaryzację zbiorów bibliotecznych cieszyńskiej Czytelni Ludowej. Przejrzał dokładnie archiwum Komory Cieszyńskiej oraz wszystkie inne archiwa Cieszyna i całego Śląska Cieszyńskiego. W poszukiwaniu materiałów do dziejów tego regionu spenetrował archiwa Brna i Wiednia. Po przejściu na emeryturę doprowadził do zgromadzenia w cieszyńskim pałacu Demla obok cieszyńskich zbiorów muzealnych również archiwum Komory Cieszyńskiej, biblioteki czytelni Ludowej oraz zabytkowego księgozbioru po J. I. Kraszewskim.
W 1904 roku debiutował jako pisarz-historyk, specjalizujący się w dziejach Śląska Cieszyńskiego. Publikował m.in. w „Dzienniku Zachodnim”, „Głosie Ludu”, „Zwrocie”, licznych kalendarzach. W 1938 roku w 35-lecie pracy naukowej otrzymał pierwsze w dziejach honorowe członkostwo Towarzystwa Przyjaciół Nauk na Śląsku. W 1947 roku otrzymał nagrodę naukową Wojewódzkiej Rady Kultury w Katowicach. 1 kwietnia 1948 roku w 80-lecie urodzin i 45-lecie pracy twórczej Uniwersytet Jagielloński przyznał mu tytuł doktora honoris causa. W 1956 roku został członkiem honorowym Polskiego Towarzystwa Historycznego. Jego syn Kazimierz Popiołek był także polskim historykiem. Jego wnukiem jest prof. Wojciech Popiołek.

Pochowany na Cmentarzu Centralnym Komunalnym w Cieszynie (Miejsce Pamięci, sektor V-AZ-2).

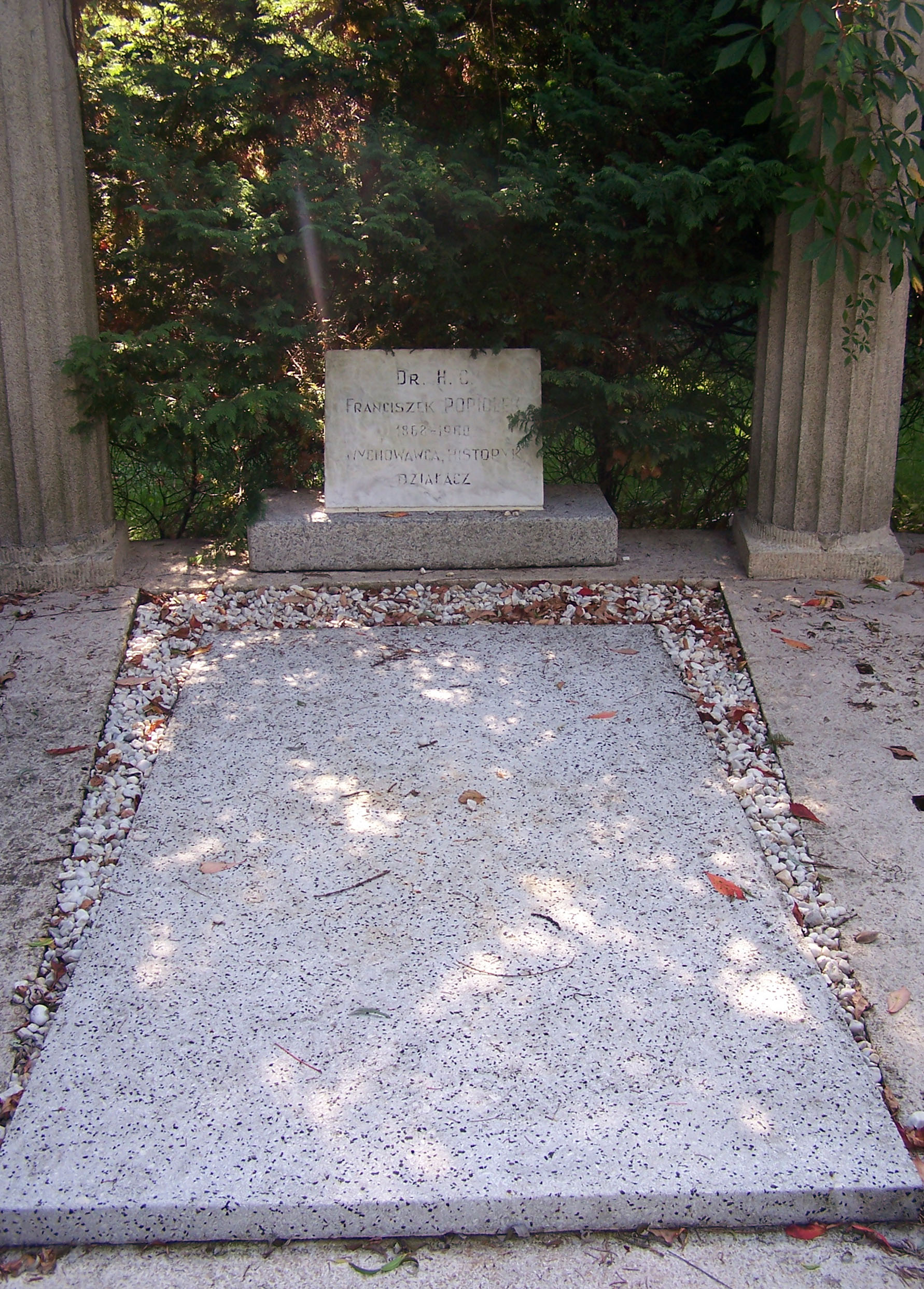
Grób Franciszka Popiołka na Cmentarzu Komunalnym w Cieszynie

## Publikacje

### Książki
- Dzieje Śląska Austriackiego, Cieszyn 1913.
- Dzieje Cieszyna, Cieszyn 1916.
- Wędrynia, jedna ze wsi beskidzkich w Pow. Cieszyńskim, Katowice 1938.
- Historia osadnictwa w Beskidzie Śląskim, Katowice (1939).
- Opieka społeczna w przemyśle hutniczo-górniczym na ziemiach polskich, (1946).
- Dzieje hutnictwa żelaznego na ziemiach polskich, (1947).
- Szkice z dziejów Cieszyna, Katowice 1957.

### Artykuły
- Dzieje Cieszyna od założenia miasta do czasów nowszych opowiedział..., profesor gimnazjum polskiego w Cieszynie, Cieszyn 1904, s. 52 (pierwszy artykuł Franciszka Popiołka).
- Szkice z dziejów kultury Śląska (w:) X Sprawozdanie dyrekcji gimnazjum polskiego w Cieszynie za r. szk. 1904–1905, Cieszyn 1905, s. 3–53.
- Miasta na Śląsku. Zarys ich dawnego ustroju (w:) XI sprawozdanie dyrekcji gimnazjum polskiego w Cieszynie, Cieszyn 1906, s. 3–29.
- Tadeusz Kościuszko, „Dziennik Cieszyński” 1906 nr 197.
- Czasy się zmieniają. (Szkic hist. z czasów emigracji polskiej po powstaniu 1831 roku), „Dziennik Cieszyński” 1906 nr 277.
- Regesten zur Geschichte der Städte Freistadt und Jablunkau, „Zeitschrift für Geschichte und Kulturgeschichte Oesterreichisch-Schlesiens”, R. II, 1906/07, s. 103–116.
- Szkice z dziejów chłopów w Beskidzie Śląskim, „Sobótka” R. IX, 1954, nr 2.

## Ordery i odznaczenia
- Krzyż Oficerski Orderu Odrodzenia Polski (27 grudnia 1924)[7]
- Srebrny Wawrzyn Akademicki (5 listopada 1935)[8]